# بيضة فابرجيه (فلم)
بيضة فابرجية (الروسية: Яйцо Фаберже,) هو فيلم كوميدي وجريمة روسي لعام 2022 من إخراج ايليا فارف. ومن المقرر أن يتم عرضه في دور السينما في 10 فبراير 2022. 